# Заветно
Заветно е село в Североизточна България. То се намира в община Попово, област Търговище.

## География
Намира се на около 13 км източно от град Попово и на около 26 км северозападно от град Търговище, вляво от пътя, който свързва двата града. Край селото минава железопътната линия София – Варна със спирка за пътнически влакове – „Караджата“ и централното шосе от София (през Велико Търново) за град Варна (през Търговище). Граничи със землищата на следните села: Дриново, Голямо Ново, Глогинка, Светлен и Кардам. Селото е полупланински тип, разположено в хълмиста местност върху два склона – северен и южен. Намира се на 200 – 300 м надморска височина. Центърът му остава в малка падина. Състои се от следните две махали: Горната (Пачамановата) махала и Долната (Арнаудовата) махала.

## Кратка историческа справка
За пръв път селото се споменава в османо-турски данъчен регистър от 1541 г. под името Саръ Насух с 16 мюсюлмански домакинства, от които 11 били еллиджии. Носи името на основателя на селото – турчина Насух, по прякор „Саръ“ (жълт), който е доказано исторически съществувала личност. По-късно, през 60-те години на 19 век, в селото се заселват и черкези.
Освобождението на България заварва селото като изцяло турско. По време на войната през 1877 г. в местностите Ашика и Капитан гроб (Мандарлъка) са станали малки сражения. В това село известно време се е намирал щабът на турските войски, разположени на територията, отговаряща на днешна Североизточна България.
През 1880 г. в него се заселват първите българи, преселници и бежанци от Беломорието и Одринска Тракия – от селата Янорен, Димотишко и от Чукур ченгел, Силиврийско. В миналото в селото са живеели и румънци от Молдова. Българското население в селото започва силно да се увеличава за сметка на изселващото се към Турция старо население и през 1900 г. в селото вече живеят 286 българи и само 12 турци. Училището било отворено през 1891 г., а старата турска джамия била преустроена в църковен храм, посветен на Св. св. Кирил и Методий около 1898 г. Във войните за национално обединение малкото село дава три жертви.
Самото село се намира на заветно място, оградено с гора, откъдето идва през 1934 г. и новото му име – село Сарнасуф е преименувано на Заветно.
Старите родове на селото са били: Арнаудьовци, Барозовци, Велиденьовци, Дъловци, Котковци, Лелчевци, Палазотовци, Пачамановци, Тринговци, Царьовци, Ченговци, Чотровци и др.
Днес в селото живее основно ромско население.

## Религии
- Християнска (източноправославна);
- Мюсюлманска;

## Обществени институции
- Кметско наместничество;
- Църковен храм „Св. св. Кирил и Методий“;
- Училище (закрито);

## Културни и природни забележителности
- Днешното село (Долната махала) е построено на мястото на антично селище;
- В землището на селото се откриват следите на селища от неолита, бронзовата епоха и на могилни некрополи;
- В местността Боаза, намираща се на 2 км западно от селото, е имало антична крепост;

## Редовни събития
- Няма такива;
- В миналото се е извършвал редовно Курбан за благоденствие на селото - на Свети Дух;

## Личности
- Атанас Вълчев (14 януари 1937-14.09.2010) – маестро Вълчев, виртуоз-гъдулар, „Паганини на гъдулката“. Дългогодишен солист и концертмайстор на оркестъра за народна музика на БНР. Работи със световноизвестния хор „Мистерията на българските гласове“. До смъртта си живее в софийския квартал Курило, Нови Искър;
- Иван Димитров Иванов (род. 23.03.1931 г.) - инженер, доктор. Работи в Научноизследователския институт по химическа промишленост в София и в Министерството на химическата промишленост. Репресиран по време на управлението на Тодор Живков.